# Sportverein Arminia Hannover 1979-1980
Questa voce raccoglie le informazioni riguardanti lo Sportverein Arminia Hannover nelle competizioni ufficiali della stagione 1979-1980.

## Stagione
Nella stagione 1979-1980 l'Arminia Hannover, allenato da István Sztáni, Erich Garske, Joachim Röhl e [[]], concluse il campionato di 2. Bundesliga al 19º posto. In Coppa di Germania l'Arminia Hannover fu eliminato al primo turno dal TuS Xanten.

## Rosa
| N. |                     | Ruolo | Calciatore       |
| -- | ------------------- | ----- | ---------------- |
|    | Germania (bandiera) | P     | Georg Kaiser     |
|    | Germania (bandiera) | P     | Ulrich Karlsdorf |
|    | Germania (bandiera) | P     | Dieter Schrader  |
|    | Germania (bandiera) | D     | Rainer Behrends  |
|    | Germania (bandiera) | D     | Reinhard Brandt  |
|    | Germania (bandiera) | D     | Werner Günther   |
|    | Germania (bandiera) | D     | Roland Hoffmann  |
|    | Germania (bandiera) | D     | Jürgen Roloff    |
|    | Germania (bandiera) | C     | Norbert Bebensee |
|    | Germania (bandiera) | C     | Peter Burkhardt  |
|    | Germania (bandiera) | C     | Bernd Dierßen    |
|    | Germania (bandiera) | C     | Franz Genschick  |
|    | Germania (bandiera) | C     | Martin Giesel    |
|    | Germania (bandiera) | C     | Thomas Gilica    |

| N. |                     | Ruolo | Calciatore          |
| -- | ------------------- | ----- | ------------------- |
|    | Germania (bandiera) | C     | Hartwig Hasselbruch |
|    | Germania (bandiera) | C     | Emil Krause         |
|    | Germania (bandiera) | C     | Michael Krüger      |
|    | Germania (bandiera) | C     | Oliver Menges       |
|    | Germania (bandiera) | C     | Uwe Pöttgen         |
|    | Croazia (bandiera)  | C     | Vitomir Rogoznica   |
|    | Germania (bandiera) | C     | Michael Schmotz     |
|    | Germania (bandiera) | C     | Hans-Jürgen Wloka   |
|    | Germania (bandiera) | A     | Hans-Dieter Bentrup |
|    | Germania (bandiera) | A     | Willi Götz          |
|    | Germania (bandiera) | A     | Hans-Peter Mentzel  |
|    | Germania (bandiera) | A     | Frank Seiler        |
|    | Germania (bandiera) | A     | Rolf Sydekum        |

## Organigramma societario
Area tecnica
- Allenatore: Erich Garske
- Allenatore in seconda:
- Preparatore dei portieri:
- Preparatori atletici:

## Calciomercato

### Sessione estiva
| Acquisti | Acquisti            | Acquisti     | Acquisti |
| R.       | Nome                | da           | Modalità |
| -------- | ------------------- | ------------ | -------- |
| A        | Hans-Dieter Bentrup | Bremer SV    |          |
| A        | Willi Götz          | Uerdingen 05 |          |
| A        | Hans-Peter Mentzel  | Uerdingen 05 |          |
| C        | Hans-Jürgen Wloka   | Uerdingen 05 |          |

| Cessioni | Cessioni          | Cessioni            | Cessioni |
| R.       | Nome              | a                   | Modalità |
| -------- | ----------------- | ------------------- | -------- |
| C        | Jürgen Fleer      | Borussia M'gladbach |          |
| A        | Karl-Heinz Mrosko | Hannover 96         |          |

### Sessione invernale
| Acquisti | Acquisti | Acquisti | Acquisti |
| R.       | Nome     | da       | Modalità |
| -------- | -------- | -------- | -------- |

| Cessioni | Cessioni | Cessioni | Cessioni |
| R.       | Nome     | a        | Modalità |
| -------- | -------- | -------- | -------- |

## Risultati

### 2. Bundesliga

#### Girone di andata
| Arbitro: | Wippker |

|                                 |           |  |
| Behrends 10’ (rig.) Schmotz 35’ | Marcatori |  |

| Arbitro: | Uhlig |

|                                 |           |                          |
| Grunenberg 5’, 23’ Arbinger 39’ | Marcatori | 11’ Bebensee 58’ Bentrup |

| Arbitro: | Prinz |

|            |           |                           |
| Krüger 47’ | Marcatori | 39’ Buhsfeld 82’ Bachmann |

| Arbitro: | Malbranc |

|                                 |           |                                   |
| Jürgens 16’ Kaczor 20’ Held 52’ | Marcatori | 43’ (rig.) Behrends 74’ Genschick |

| Arbitro: | Wichmann |

|               |           |                       |
| Rogoznica 64’ | Marcatori | 54’ Anders 74’ Hayduk |

| Arbitro: | Pauly |

|               |           |  |
| Lopatenko 17’ | Marcatori |  |

| Arbitro: | Gathmann |

|                     |           |                                  |
| Behrends 57’ (rig.) | Marcatori | 21’ Hermes 54’ Schonert 78’ Mall |

| Arbitro: | Möller |

|                        |           |            |
| Sauk 32’ Stegmayer 37’ | Marcatori | 4’ Dierßen |

| Arbitro: | Eggers |

|                     |           |                      |
| Behrends 28’ (rig.) | Marcatori | 2’ Hammes 48’ Kunkel |

| Arbitro: | Burgers |

|             |           |                     |
| Pallaks 69’ | Marcatori | 59’ (rig.) Behrends |

| Arbitro: | Horeis |

|                                |           |                        |
| Bentrup 25’ Götz 29’ Wloka 78’ | Marcatori | 85’ Kaemmer 88’ Zander |

| Arbitro: | Waltert |

|                                              |           |                  |
| Knopf 21’ Bartels 29’ Krumbein 67’ Meyer 84’ | Marcatori | 8’, 22’ Bebensee |

| Arbitro: | Kopka |

|                              |           |           |
| Mentzel 9’ Bebensee 64’, 75’ | Marcatori | 67’ Dupke |

| Arbitro: | Kasperowski |

|                                |           |               |
| Stelzer 80’, 85’ Jochimiak 90’ | Marcatori | 76’ Burkhardt |

| Arbitro: | Waltert |

|                                                |           |             |
| Drescher 7’, 50’ Lippens 21’ Herget 25’ (rig.) | Marcatori | 34’ Dierßen |

| Arbitro: | Eschenbach |

|                     |           |                                    |
| Behrends 81’ (rig.) | Marcatori | 42’ Diekmann 45’ Lenz 57’ de Vries |

| Arbitro: | Retzmann |

|                     |           |             |
| Kosien 2’ Lücke 30’ | Marcatori | 40’ Bentrup |

| Arbitro: | Kautschor |

|  |           |                        |
|  | Marcatori | 46’ Sackewitz 52’ Pohl |

| Arbitro: | Reichmann |

|                                         |           |  |
| Kehr 28’ Stradt 33’ Sinnigen 44’ (rig.) | Marcatori |  |

#### Girone di ritorno
| Arbitro: | Weber |

|                  |           |  |
| Feilzer 22’, 75’ | Marcatori |  |

| Arbitro: | Fiene |

|  |           |                             |
|  | Marcatori | 30’ Ziegert 82’ Stolzenburg |

| Arbitro: | Kespohl |

|                          |           |              |
| Buhsfeld 21’ Dahmani 65’ | Marcatori | 61’ Behrends |

| Arbitro: | Mölm |

|                           |           |  |
| Rogoznica 25’ Dierßen 68’ | Marcatori |  |

| Arbitro: | Osmers |

|                                           |           |  |
| Schatzschneider 9’, 64’ (rig.) Mertes 43’ | Marcatori |  |

| Arbitro: | Malbranc |

|               |           |                                        |
| Rogoznica 41’ | Marcatori | 23’ Grzelak 29’ Lopatenko 82’ Petković |

| Arbitro: | Fiene |

|                                               |           |  |
| Schmitz 4’ Fischer 37’ Segler 60’ Ochmann 75’ | Marcatori |  |

| Arbitro: | Ahlenfelder |

|                           |           |            |
| Bebensee 20’ Behrends 89’ | Marcatori | 5’ Mödrath |

| Arbitro: | Wuttke |

|                                       |           |  |
| Kunkel 26’, 29’ Jakobs 43’ Hammes 58’ | Marcatori |  |

| Arbitro: | Glasneck |

|            |           |  |
| Pöttgen 5’ | Marcatori |  |

| Arbitro: | Meijerink |

|                                 |           |  |
| Breuer 3’ Amiq 65’ Schultze 73’ | Marcatori |  |

| Arbitro: | Burgers |

|             |           |                                     |
| Bentrup 13’ | Marcatori | 33’ Krumbein 59’ Schmid 88’ Poesger |

| Arbitro: | Teichert |

|               |           |                         |
| Maschotta 27’ | Marcatori | 22’ Sydekum 85’ Bentrup |

| Arbitro: | Möller |

|            |           |                 |
| Krüger 35’ | Marcatori | 53’, 78’ Möller |

| Arbitro: | Risse |

|                   |           |                           |
| Diemand 7’ (aut.) | Marcatori | 48’ Lippens 90’ Mannebach |

| Arbitro: | Malbranc |

|                         |           |              |
| Lenz 8’ Seegler 9’, 88’ | Marcatori | 83’ Bebensee |

| Arbitro: | Brückner |

|                          |           |            |
| Bebensee 11’ Mentzel 18’ | Marcatori | 58’ Mauthe |

| Arbitro: | Barnick |

| |           |  |
| Pagelsdorf 11’, 43’ Eilenfeldt 25’, 83’ Sackewitz 35’, 46’ (rig.), 64’ Büscher 41’, 54’ Schock 53’ Krobbach 88’ | Marcatori |  |

| Arbitro: | Mölm |

|              |           |                   |
| Bebensee 79’ | Marcatori | 42’, 62’ Bertrams |

### Coppa di Germania
| Arbitro: | Rieb |

|                               |           |               |
| Schulz 60’ Martens 84’ (rig.) | Marcatori | 67’ Burkhardt |

## Statistiche

### Statistiche di squadra
| Competizione      | Punti | In casa | In casa | In casa | In casa | In casa | In casa | In trasferta | In trasferta | In trasferta | In trasferta | In trasferta | In trasferta | Totale | Totale | Totale | Totale | Totale | Totale | DR  |
| Competizione      | Punti | G       | V       | N       | P       | Gf      | Gs      | G            | V            | N            | P            | Gf           | Gs           | G      | V      | N      | P      | Gf     | Gs     | DR  |
| ----------------- | ----- | ------- | ------- | ------- | ------- | ------- | ------- | ------------ | ------------ | ------------ | ------------ | ------------ | ------------ | ------ | ------ | ------ | ------ | ------ | ------ | --- |
| 2. Bundesliga     | 17    | 19      | 7       | 0       | 12      | 25      | 33      | 19           | 1            | 1            | 17           | 15           | 59           | 38     | 8      | 1      | 29     | 40     | 92     | -52 |
| Coppa di Germania | -     | 0       | 0       | 0       | 0       | 0       | 0       | 1            | 0            | 0            | 1            | 1            | 2            | 1      | 0      | 0      | 1      | 1      | 2      | -1  |
| Totale            | 17    | 19      | 7       | 0       | 12      | 25      | 33      | 20           | 1            | 1            | 18           | 16           | 61           | 39     | 8      | 1      | 30     | 41     | 94     | -53 |

### Andamento in campionato
| Giornata  | 1 | 2 | 3  | 4  | 5  | 6  | 7  | 8  | 9  | 10 | 11 | 12 | 13 | 14 | 15 | 16 | 17 | 18 | 19 | 20 | 21 | 22 | 23 | 24 | 25 | 26 | 27 | 28 | 29 | 30 | 31 | 32 | 33 | 34 | 35 | 36 | 37 | 38 |
| --------- | - | - | -- | -- | -- | -- | -- | -- | -- | -- | -- | -- | -- | -- | -- | -- | -- | -- | -- | -- | -- | -- | -- | -- | -- | -- | -- | -- | -- | -- | -- | -- | -- | -- | -- | -- | -- | -- |
| Luogo     | C | T | C  | T  | C  | T  | C  | T  | C  | T  | C  | T  | C  | T  | T  | C  | T  | C  | T  | T  | C  | T  | C  | T  | C  | T  | C  | T  | C  | T  | C  | T  | C  | C  | T  | C  | T  | C  |
| Risultato | V | P | P  | P  | P  | P  | P  | P  | P  | N  | V  | P  | V  | P  | P  | P  | P  | P  | P  | P  | P  | P  | V  | P  | P  | P  | V  | P  | V  | P  | P  | V  | P  | P  | P  | V  | P  | P  |
| Posizione | 3 | 9 | 12 | 16 | 17 | 18 | 19 | 19 | 20 | 20 | 18 | 20 | 18 | 18 | 18 | 18 | 18 | 19 | 19 | 19 | 20 | 20 | 20 | 20 | 20 | 20 | 20 | 20 | 19 | 19 | 20 | 19 | 19 | 19 | 19 | 19 | 19 | 19 |

Legenda:

Luogo: C = Casa; T = Trasferta. Risultato: V = Vittoria; N = Pareggio; P = Sconfitta.

### Statistiche dei giocatori
| Giocatore      | 2. Bundesliga | 2. Bundesliga | 2. Bundesliga | 2. Bundesliga | Coppa di Germania | Coppa di Germania | Coppa di Germania | Coppa di Germania | Totale   | Totale | Totale      | Totale     |
| Giocatore      | Presenze      | Reti          | Ammonizioni   | Espulsioni    | Presenze          | Reti              | Ammonizioni       | Espulsioni        | Presenze | Reti   | Ammonizioni | Espulsioni |
| -------------- | ------------- | ------------- | ------------- | ------------- | ----------------- | ----------------- | ----------------- | ----------------- | -------- | ------ | ----------- | ---------- |
| N. Bebensee    | 34            | 9             | 3             | 0             | 1                 | 0                 | 0                 | 0                 | 35       | 9      | 3           | 0          |
| R. Behrends    | 28            | 8             | 3             | 0             | 1                 | 0                 | 0                 | 0                 | 29       | 8      | 3           | 0          |
| H. Bentrup     | 24            | 5             | 1             | 0             | 0                 | 0                 | 0                 | 0                 | 24       | 5      | 1           | 0          |
| R. Brandt      | 11            | 0             | 4             | 0             | 0                 | 0                 | 0                 | 0                 | 11       | 0      | 4           | 0          |
| P. Burkhardt   | 8             | 1             | 0             | 0             | 1                 | 1                 | 0                 | 0                 | 9        | 2      | 0           | 0          |
| B. Dierßen     | 32            | 3             | 5             | 0             | 1                 | 0                 | 0                 | 0                 | 33       | 3      | 5           | 0          |
| F. Genschick   | 28            | 1             | 2             | 0             | 1                 | 0                 | 0                 | 0                 | 29       | 1      | 2           | 0          |
| M. Giesel      | 1             | 0             | 0             | 0             | 0                 | 0                 | 0                 | 0                 | 1        | 0      | 0           | 0          |
| T. Gilica      | 4             | 0             | 0             | 0             | 0                 | 0                 | 0                 | 0                 | 4        | 0      | 0           | 0          |
| W. Götz        | 17            | 1             | 3             | 0             | 0                 | 0                 | 0                 | 0                 | 17       | 1      | 3           | 0          |
| W. Günther     | 14            | 0             | 1             | 0             | 0                 | 0                 | 0                 | 0                 | 14       | 0      | 1           | 0          |
| H. Hasselbruch | 23            | 0             | 2             | 0             | 1                 | 0                 | 0                 | 0                 | 24       | 0      | 2           | 0          |
| R. Hoffmann    | 36            | 0             | 6             | 0             | 0                 | 0                 | 0                 | 0                 | 36       | 0      | 6           | 0          |
| G. Kaiser      | 28            | 0             | 0             | 0             | 1                 | 0                 | 0                 | 0                 | 29       | 0      | 0           | 0          |
| U. Karlsdorf   | 2             | 0             | 0             | 0             | 0                 | 0                 | 0                 | 0                 | 2        | 0      | 0           | 0          |
| E. Krause      | 1             | 0             | 0             | 0             | 0                 | 0                 | 0                 | 0                 | 1        | 0      | 0           | 0          |
| M. Krüger      | 22            | 2             | 1             | 0             | 1                 | 0                 | 0                 | 0                 | 23       | 2      | 1           | 0          |
| O. Menges      | 20            | 0             | 0             | 0             | 1                 | 0                 | 0                 | 0                 | 21       | 0      | 0           | 0          |
| H. Mentzel     | 20            | 2             | 1             | 0             | 0                 | 0                 | 0                 | 0                 | 20       | 2      | 1           | 0          |
| U. Pöttgen     | 3             | 1             | 0             | 0             | 0                 | 0                 | 0                 | 0                 | 3        | 1      | 0           | 0          |
| V. Rogoznica   | 34            | 3             | 6             | 0             | 1                 | 0                 | 0                 | 0                 | 35       | 3      | 6           | 0          |
| J. Roloff      | 32            | 0             | 3             | 0             | 0                 | 0                 | 0                 | 0                 | 32       | 0      | 3           | 0          |
| M. Schmotz     | 26            | 1             | 4             | 0             | 1                 | 0                 | 0                 | 0                 | 27       | 1      | 4           | 0          |
| D. Schrader    | 8             | 0             | 0             | 0             | 0                 | 0                 | 0                 | 0                 | 8        | 0      | 0           | 0          |
| F. Seiler      | 1             | 0             | 0             | 0             | 0                 | 0                 | 0                 | 0                 | 1        | 0      | 0           | 0          |
| R. Sydekum     | 1             | 1             | 0             | 0             | 0                 | 0                 | 0                 | 0                 | 1        | 1      | 0           | 0          |
| H. Wloka       | 17            | 1             | 0             | 0             | 0                 | 0                 | 0                 | 0                 | 17       | 1      | 0           | 0          |